# 荒野機器人
《荒野機器人》（英語：The Wild Robot）是一部2024年上映的美國電腦動畫科幻冒險片，根據彼得·布朗的同名書籍改編，由梦工厂动画製作，環球影業發行。克里斯·桑德斯擔任編劇和導演，傑夫·赫爾曼擔任製片，而桑德斯的長期合作夥伴迪恩·德布洛斯則擔任執行製作人。電影配音陣容包括露琵塔·尼詠歐、佩德羅·帕斯卡、基特·康納、比·乃爾、史蒂芬妮·許、馬克·漢米爾、凯瑟琳·奥哈拉、馬特·貝里和文·雷姆斯。
《荒野機器人》在2024年9月8日的2024年多倫多國際影展上首映，2024年9月27日在美國院線上映，收穫正面口碑，故事、編劇、主題、情感刻畫、配樂、動畫、聲演獲得評論家的讚譽，本片入圍第82屆金球獎最佳動畫長片、最佳原創歌曲、最佳原創配樂、電影與票房成就獎提名，第52屆安妮獎入圍十個獎項為該屆領銜者。續集正在開發中。

## 劇情
寰宇公司的一艘貨船在暴風雨中失去了六台通用羅茲森機器人。機器人被沖到無人居住的島嶼上；只有一個在船難中倖存下來，並被當地野生動物意外喚醒。羅茲森7134號（後來被暱稱為“羅茲”）試圖向動物們宣傳她的服務，但結果卻嚇壞了它們並肇致動物傷害了自己。即使花了幾天的時間翻譯動物的語言，她仍然找不到需要她幫助的人。她決定向製造商發出訊號來找回她，但遭到閃電擊中，並遭到浣熊索恩的襲擊；在逃跑時，她不小心跌下山坡壓碎了加拿大雁巢穴，殺死了母親，只留下了一枚未孵化的蛋。
羅茲從飢餓的狐狸阿探手中保護了蛋後，蛋孵化了，而雛雁銘印她視作母親，還不小心啄壞她的訊號收發器。粉尾巴，一隻負鼠母親，指示羅茲成為雛雁的養母，餵養他、教它游泳，並確保它能在冬天遷徙之前飛翔，否則雛雁將會被冬天凍死。阿探意識到他可以從羅茲那裡受益，以照顧雛雁名義誘導她為自己尋來食物。並幫助她建造了一個避難所；當他們開始同居時，羅茲給這隻雛雁取名為亮亮(Brightbill)       
亮亮長大後，羅茲和阿探開始教他游泳；他遇到了島上的其他雁，它們嘲笑他因早產而嬌小的體型以及與殺死他家人的「怪物」的關係。隨後亮亮遭到梭魚的攻擊，羅茲為了救他不惜折斷右腳。回到家後，亮亮對自己不知道出身真相感到憤怒，他懷疑親生母親若無死於羅茲之手，或許不會被同伴排斥，向羅茲抒發完不滿後離開了。羅茲回到墜機現場，了解更多關於她的出身目的，並使用回收的零件重建了另一個她命名為「羅美琪」的羅茲森機器人。她還與羅美琪簡短地談論了她與亮亮之間的困境，並透露幾個月來她一直在重寫自己的代碼，以便更好地即興發揮並幫助照顧亮亮，這導致羅美琪開始情緒激動而稱羅茲有缺陷，並告訴她回到原廠重置，在關閉之前給羅茲她自己的訊號收發器。在與阿探交談後，她決定不放棄亮亮，鋪設起飛跑道與訓練用的障礙物，並招募了遊隼雷霆來教亮亮如何飛行，河狸贈送羅茲他打造的木製義肢，羅茲也結識了雁群頭領長脖子，教導她讓亮亮學會長途飛行的能力。在雁群出發遷徙時，長脖子點醒亮亮若無羅茲的照護他無法活到現在，羅茲未能與亮亮正式道別，在懸崖邊目送牠們遠去。亮亮離開後，羅茲自認完成任務，她重新啟動了她的收發器等待寰宇公司到來。
一場雷暴迫使雁群躲進寰宇公司的殖民地溫室內，攻擊機器人在那裡射擊它們使得雁群大亂。長脖子看中亮亮不畏機器人的特質，命令他帶領雁群逃脫，自己犧牲性命斷後。羅茲從待機狀態中驚醒，發現阿探躲在避難所裡躲避一場嚴重的暴風雪。他們盡可能拯救受困風暴的動物，並把它們帶到了避難所，這也耗盡了羅茲的電池。在她斷電之前，羅茲和阿探敦促爭吵不休的獵物和掠食者停止戰鬥直到春天；大熊索恩率先同意停戰，其他動物紛紛效尤達成共識。
春天到來，羅茲甦醒，發現動物們已經離開避難所，而雁群也回來了，雁群將亮亮視為英雄，羅茲遠望養子已被族群接納便放心離開。當羅茲在亮亮的飛行跑道上默默沉思，一艘由回收機器人馮特拉 (Vontra) 駕駛的寰宇運輸船意外抵達並接回她。馮特拉認為羅茲在私自竄改程式的數據對於寰宇公司來說是無價的，希望重置羅茲並將她送去為人類工作，為公司奪取羅茲的記憶。羅茲和阿探一起逃走，馮特拉派出一隊攻擊機器人追捕她，但島上的動物聯合起來抵禦他們。然而，馮特拉抓住了羅茲，並透過引爆被摧毀的機器人引發了一場大規模的森林火災。當其他動物撲滅大火時，亮亮帶領島上的鳥類攻擊運輸船，但他發現馮特拉已經切斷了羅茲的電源並抹去了她的記憶。然而，羅茲的系統因她對亮亮的愛而恢復，母子共同摧毀了馮特拉並在運輸船爆炸前逃離了它，同時間動物們也推倒河狸的巨大杉木將河水引流至森林撲滅大火。
儘管取得了勝利，羅茲還是選擇離開，以保護島嶼免受未來的襲擊；她向動物保證，她的製造商不能奪走她的記憶，她會找到回歸的方法。動物們在羅茲離開後依然遵守在避難所過冬時互不攻擊的約定，阿探用床邊故事的形式記錄羅茲的成就。幾個月後，羅茲在另一個寰宇公司的溫室中工作，並且似乎已重置為出廠設定。亮亮潛入並接近羅茲，羅茲揭曉她仍然有記憶，母子擁抱在一起。

## 配音員
| 配音員        | 配音員                                                                              | 配音員 | 配音員 | 角色                     |
| 美國          | 台灣                                                                                | 香港 | 中國大陸 | 角色                     |
| ------------- | ----------------------------------------------------------------------------------- | --- | --- | ------------------------ |
| 露琵塔·尼詠歐 | 林心如                                                                              | 容祖兒 | 陈昊宇 | 「羅茲」羅茲森7134號（ROZZUM unit 7134 "Roz"） |
| 佩德羅·帕斯卡 | 宋昱璁                                                                              | 泰臣 | 张新成 | 阿探（Fink）                 |
| 基特·康納     | 石兆身                                                                              | 陳祖兒 | 曹旭鹏 | 亮亮（）                 |
| 比·乃爾       | 鍾有道                                                                              | 黃志成 | 任亚明 | 長頸鵝（Longneck）               |
| 史蒂芬妮·許   | 李昀晴                                                                              | 賴芸芬 | 叶知秋 | 馮特拉（）               |
| 馬克·漢米爾   | 王穗槍                                                                              | 李建良 | 巴赫 | 索恩（Thorn）                 |
| 凯瑟琳·奥哈拉 | 李宛鳳                                                                              | 蘇青鳳 | 杨晨 | 平克鼠（Pinktail）               |
| 馬特·貝里     | 陳國偉                                                                              | 潘文柏 | 高增志 | 帕德勒（Paddler）               |
| 文·雷姆斯     | 陳松聖                                                                              | 周偉強 | 赵铭洲 | 雷霆（Thunderbolt）                 |
|               | 侯柏佑 曾品璇 莊捷安 謝仁豪 黃宥縈 侯箴熙 陳敬萱 黃翊傑 林曉芳 劉映萱 郭景文 陳立惇 | 陳于晨 顧詠雪 陳振聲 周倚天 陳旭恆 賈澤麟 黎景全 蔡忠衛 關博謙 李芯怡 李芊柔 梁栩耀 邱子謙 關善文 葉嘉敏 馬慧琪 朱萬鋒 謝鎮聲 Li Wing Yi 王文龍 張煥文 鍾妙思 黃偉傑 | 郝京玺 丁羲和 袁悠然 清觞 张恩泽 朱潇 王一斐 赵哲豪 许峰 王语歇 陈香香 姜思雨 裴子诚 郭柏岩 张博智 彭熙雯 张可遇 金津羽 周腔扬调 |                          |

## 製作
2023年9月28日，夢工廠動畫宣布將彼得·布朗的書籍系列《荒野機器人》改編成動畫電影。克里斯·桑德斯擔任編劇和導演，傑夫·赫爾曼擔任製片，而桑德斯的長期合作夥伴迪恩·戴布洛伊則擔任執行製片人。其他製作人員包括製作設計師雷蒙德·齊巴赫（Raymond Zibach）、剪輯師瑪麗·布利（Mary Blee）和故事主管海蒂·喬·吉爾伯特（Heidi Jo Gilbert）。
這也將是夢工廠動畫由內部團隊製作的最後一部電影。Cartoon Brew於2023年10月報導稱，夢工廠動畫將在2024年更多地依賴外部工作室進行製作，這是首席營運官蘭迪·萊克（Randy Lake）在前個月一系列會議中裁員的一部分。 據報道，索尼動畫電影公司公司為夢工廠兩部2025年未公佈的電影之一的動畫製作商。
2024年3月，電影的演員陣容公佈。

## 行銷
該電影的首支預告片於2024年3月5日發布，配有路易·阿姆斯壯的《多美好的世界啊》的翻唱版本，同時發布了一張海報。

## 發行
《荒野機器人》2024年9月20日在美國院線上映。
作為環球影業與Netflix協議的一部分，該影片在付費電視窗口的前四個月在Peacock上播放，然後在接下來的10個月內在Netflix上播放，然後在剩下的四個月內返回Peacock。

## 迴響

### 評價
爛番茄根據250條評論，本片獲得97%的新鮮度，平均得分8.4／10，觀眾的好評度為97%，平均得分4.8／5。在Metacritic上，本片獲得85分，顯示評分等級為「普遍讚譽」。

### 票房
| 上一届： 《陰間大法師 BEETLEJUICE》 | 2024年美國週末票房冠軍 第39週 | 下一届： 《小丑：雙重瘋狂》       |
| 上一届： 《小丑：雙重瘋狂》         | 2024年台北週末票房冠軍 第42週 | 下一届： 《猛毒最終章：最後一舞》 |

## 外部連結
- 官方网站
- 互联网电影数据库（IMDb）上《荒野機器人》的资料（英文）
- Box Office Mojo上《荒野機器人》的资料（英文）
- Metacritic上《荒野機器人》的資料（英文）
- 爛番茄上《荒野機器人》的資料（英文）
- 開眼電影網上《荒野機器人》的資料（繁體中文）
- 豆瓣电影上《荒野機器人》的資料 （简体中文）